# Confederació Espanyola de Dretes Autònomes
La Confederació Espanyola de Dretes Autònomes (CEDA) (en castellà: Confederación Española de Derechas Autónomas) va ser una coalició de partits polítics de dretes fundada el 4 de març de 1933. Es va gestar durant el bienni progressista de la Segona República Espanyola, i arribarà al Govern en el període de 1933-1935, durant l'anomenat bienni conservador o bienni negre. El seu principal inspirador va ser Ángel Herrera Oria fundador i director del diari El Debate. Un altre dels seus fundadors i que posteriorment va dirigir la Confederació, va ser José María Gil-Robles y Quiñones. La CEDA va ser el gran partit de masses de la dreta espanyola en el marc de la II República. Des del moment mateix de la seva constitució es presenta com l'alternativa de dretes i d'ordre al govern «socialitzant» i a la República en general.

## Acció Catòlica
Herrera Oria encapçalava l'organització catòlica de caràcter social Acció Catòlica. En 1931 va aconseguir aglutinar entorn d'El Debate un grup de catòlics interessats a defensar-ne els principis religiosos en el marc de la República, arribant a formar el partit Acció Nacional, fundat el 29 d'abril de 1931, quinze dies després de proclamar-se la II República; després va passar a ser Acció Popular, el partit més important de la coalició.
L'intent de cop d'Estat d'agost de 1932 conegut com la Sanjurjada aconsellava als dirigents d'Acció Popular deslligar-se dels altres grups de dreta i d'aquesta manera accentuar-ne la independència, ja que proclamava que per aconseguir el poder només empraria el camí de la legalitat. Quan Gil Robles defensa a El Debate el deure d'acatament molts monàrquics abandonen el grup, destacant Esteban de Bilbao Eguía, Antonio Goicoechea i José María Albiñana.
El 5 de gener de 1933 Gil Robles va esbossar el programa i la tàctica del partit, concretant les condicions per ingressar en la confederació dretana projectada.

## Partit nacional
Acció Popular va creure arribat el moment de convertir-se en el partit nacional aglutinant diverses organitzacions dretanes, els següents partits regionals:
- Dreta Regional Valenciana, presidida per Lluís Lúcia i Lúcia i Josep Duato i Chapa
- Unió Agrària Provincial d'Albacete, Pedro Acacio Sandoval i Francisco Giménez de Córdoba y Arce
- Dreta Regional Agrària de Càceres i Plasència
- Unió de Dretes Independents de Jerez de la Frontera i Sanlúcar de Barrameda
- Acció Agrària Manxega de Ciudad Real
- Unió Regional de Dretes de La Corunya
- Acció Agrària i Ciutadana de Conca
- Unió de Dretes de Granada
- Acció Regional Agrària i Ciutadana de Guadalajara
- Acció Agrària de Lleó
- Acció Agrària de La Rioja de Logronyo, Ángeles Gil Albarellos, Tomás Ortiz de Solórzano y Ortiz de la Puente i Antonio Arnedo Monguilán.
- Unió de Dretes i Agraris de Lugo, José Benito Pardo Pardo i Luis Rodríguez de Viguri.
- Unió Catòlica Asturiana
- Unió Regional de Dretes de Pontevedra
- Dreta Autònoma De Salamanca
- Bloc Agrari Provincial de Sòria
- Unió de Dretes de Balears, Cèsar Puget Riquer i Tomàs Salort i de Olives,

La idea de formar una confederació va ser patrocinada per Lluís Lúcia i Lúcia qui com a cap de la Dreta Regional Valenciana va exposar amb reiteració normes i camins que van fructificar al Congrés celebrat a Madrid entre els dies 27 de febrer i 2 de març, on hi acudiren més de 400 delegats, que representaven a 735.000 cotitzants.
El factor comú a aquests partits era el seu especial interès per les qüestions clericals i la repulsa a les reformes que en aquestes qüestions es van fer paleses en la primera legislatura de la República: El laïcisme de l'Estat amb la divisió de poders Església i Estat, la reforma de l'ensenyament que prohibia els símbols religiosos a les escoles i altres qüestions menors de caràcter clerical, però que assumien com a especialment importants. Van ser especialment sensibles als desordres públics que van acabar amb la crema d'esglésies i convents. La CEDA va aconseguir ser el partit més important de la dreta, arribant a comptar amb prop de 700.000 afiliats. Aquesta penetració en la societat, que la va convertir en un partit de masses, la va aconseguir utilitzant principalment organitzacions catòliques.

## Lideratge
José María Gil-Robles y Quiñones, que ja era el líder parlamentari, primer d'Acció Nacional i després d'Acció Popular, va passar a ser el líder de la CEDA. Va visitar l'Alemanya nazi interessant-se pels mitjans de propaganda política utilitzada pels nazis i va estar present al míting de Nuremberg.

## Ideologia
La Confederació era un partit d'ideologia clerical conservadora, partidària d'un Estat corporatiu, per la qual cosa per a alguns historiadors es podia assimilar a la Democràcia Cristiana, però altres l'han qualificada d'inspiració feixista, molt especialment en el que fa referència a la seva organització juvenil, les Joventuts d'Acció Popular (JAP). Ells situaven com el seu model el Partit Conservador anglès; si bé mostraven al Parlament espanyol un clar suport als règims feixistes d'Alemanya i Itàlia. La CEDA seguia el corrent d'opinió, ja manifestat dins d'Acció Popular, partidari d'acceptar les institucions republicanes, malgrat la procedència monàrquica de molts dels seus membres, per a la defensa, des de dins, dels seus interessos socials i econòmics. Resumia el seu programa en el lema «Religió, Família, Pàtria, Ordre, Jerarquia i Propietat».

## Història

### Coalició de 1933
Per a les eleccions del 19 de novembre de 1933 va formar coalició amb diversos partits, com el monàrquic Renovación Española (també provinent d'Acció Catòlica), amb la finalitat d'aprofitar els avantatges que la llei electoral atorgava a la majoria, va obtenir 115 actes de diputat i es va convertir en la primera força política al Parlament, però sense la força necessària per a formar govern, per la qual cosa al principi es va limitar a condicionar la política del govern format per Lerroux. A aquest període, alguns historiadors l'anomenen Bienni Negre perquè van ser anys reaccionaris i marcats pel feixisme. També apareixen en la historiografia altres denominacions com: «bienni radical-cedista» i «bienni rectificador».

### Ministres de la CEDA al govern
L'anul·lació, per part del govern Lerroux, de les reformes empreses en la primera legislatura i la constitució d'un nou govern, que incorporava tres ministres de la CEDA, l'octubre de 1934, van ser respostes amb una revolta de sectors d'esquerra (el que es va anomenar Revolució d'Octubre de 1934).

### Govern del Front Popular
Les eleccions del 16 de febrer de 1936 van donar la victòria a l'aliança d'esquerres del Front Popular, encara que per partits individuals, la CEDA va seguir sent el partit més votat. Com a partit més votat, la CEDA desitjava formar govern, la qual cosa hagués donat certa estabilitat si s'hagués unit amb el partit republicà, aglutinant en el govern totes les ideologies de la societat, tant de dretes com d'esquerres, però Manuel Azaña es va negar rotundament a formar govern amb la dreta i trencar l'aliança d'esquerres. Des d'aleshores, la CEDA, i principalment el seu líder Gil-Robles, van maniobrar perquè es decretés la llei marcial i s'anul·lessin les garanties constitucionals per tal d'impedir que el Front Popular prengués possessió del govern.
En un clima de violència generalitzada, membres de la CEDA van estar en contacte amb un grup de generals, entre ells Mola, Franco, Goded..., els quals conspiren per a propiciar el cop d'Estat que es materialitzaria el 17 de juliol. El parcial fracàs d'aquest va desembocar en la Guerra Civil. En el bàndol nacional, van ser dissolts tots els partits polítics el 1937, integrant-se molts dels seus militants i dirigents a la Falange Española (posteriorment Movimiento Nacional), com és el cas del dirigent cedista Ramón Serrano Súñer.

### Guerra Civil
En els primers dies de la Guerra destacats membres de la CEDA (Federico Salmón, Dimas de Madariaga, Ricardo Cortés Villasana, Juan Bautista Guerra García, Antonio Bermúdez Cañete, Romualdo Alvargonzález…) van ser executats pel bàndol republicà, fet que va provocar la definitiva inclinació de molts dels seus membres a les files dels revoltats.